# Folsomia kerni
Folsomia kerni is een springstaartensoort uit de familie van de Isotomidae. De wetenschappelijke naam van de soort is voor het eerst geldig gepubliceerd in 1948 door Gisin.